# Metoposauridae
Metoposauridae es una familia de trematosaurios temnospondilios. Los miembros de la familia vivieron en el período Triásico. La mayoría de los miembros de Metoposauridae fueron grandes, de aproximadamente 1.5 metros (4.9 pies) de largo, y algunos alcanzaban hasta 3 m de largo. Los metoposauridos pueden distinguirse de los mastodonsauroideos por la posición de sus ojos, colocados muy cerca del hocico.
Se conocen varias acumulaciones de fósiles de metoposauridos en el suroeste de Estados Unidos y en Marruecos. Se piensa que, debido a las sequías que había en su hábitat natural, muchos metoposauridos murieron, de ahí las acumulaciones de fósiles. Sin embargo, estudios sedimentológicos recientes sugieren que las acumulaciones masivas no fueron el resultado de sequías, sino de corrientes fluviales que llevaban restos. Muchos individuos murieron en la misma área, creando una densa capa ósea una vez fosilizados. Estas acumulaciones masivas de metoposauridos suelen estar dominadas por un taxón, como Koskinonodon o Metoposaurus. La mayoría de los esqueletos en estas acumulaciones están desarticulados, lo que sugiere que fueron transportados por el agua a los sitios de deposición. Las grandes concentraciones de metoposauridos podrían haber sido en sitios de reproducción, y probablemente eran comunes a través de las llanuras de Pangea, en el Triásico Superior.